# 霍羅威茲嶺
77°37′S 162°6′E / 77.617°S 162.100°E
霍羅威茲嶺（英語：Horowitz Ridge）是南極洲的山嶺，位於維多利亞地，屬於阿斯加德山脈的一部分，以加州理工學院教授命名，現時由南極條約體系管理。

## 外部連結
. . United States Geological Survey.   [2012-06-26].